# River Rouge (Michigan)
Pour les articles homonymes, voir Rivière Rouge.
River Rouge est une ville située dans l’État américain du Michigan. Lors du recensement de 2010, sa population s’élevait à 7 903 habitants. Elle est baptisée du nom de la rivière Rouge, qui traverse une partie de la ville dans la rivière Détroit.

## Source
- (en) Cet article est partiellement ou en totalité issu de l’article de Wikipédia en anglais intitulé « River Rouge, Michigan » (voir la liste des auteurs).